# Институт Михајло Пупин
Институт Михајло Пупин је научно-истраживачки институт који се бави истраживањем у области: електроника, аутоматика, процесно управљање, рачунарство, телекомуникације, дигитална обрада сигнала, информациони системи, софтверско инжењерство и роботика.

## Област деловања
Институт је у власништву Републике Србије. Научно-истраживачке пројекте које спроводи институт финансира својим средствима уз помоћ Министарства за науку Републике Србије.
Институт се бави великим бројем производа и услуга. Развија специфична хардверска и софтверска решења у информационо-комуникационим технологијама, услуге консалтинга, инжењеринга, израде прототипова, пројектовања и интеграције сложених система.
Понуда Института „Михајло Пупин” обухвата бројна решења у домену информационо – комуникационих технологија међу којима се истичу:
- Управљање процесима – DCS и SCADA системи (хардвер и софтвер), оптимизовани за велике и географски распрострањене системе у електропривреди, водопривреди и сл, као и системи за контролу и управљање у процесној индустрији.
- Менаџерски информациони системи – Алати за одлучивање и подршку у доношењу инвестиционих одлука, наменски системи за претраживање база података, вишенаменске ЕРП апликације, ГИС
- Управљање саобраћајем – Системи за наплату путарине на ауто-путевима, управљање саобраћајем у великим градовима, аутоматско праћење возила базирано на ГПС технологији, ИТС
- Заштита информација – Крипто уређаји, решења за заштиту комуникација у телефонским и радио мрежама.
- Телекомуникације – Опрема за пренос података по водовима високог напона; Уређаји за обраду и снимање говора; ВФ комуникације; Дизајн телекомуникационих мрежа
- Компоненте за селекцију и стабилизацију фреквенције – за стандардне индустријске и специфичне намене, укључујући кристалне јединке, кристалне осцилаторе, кристалне филтре и магнетне материјале.

## Историја
Институт је основан 1946. године, када Српска Академија Наука оснива два института и то: Институт за телекомуникације и Институт за електронику.
Из састава ова два института Влада ФНРЈ оснива 1947. године Централни радио-институт Владе ФНРЈ, а потом 1948. године, из његовог састава Министарство за електропривреду оснива Институт за електропривреду.
Српска Академија Наука 1950. године обједињује ова четири института у Институт „Никола Тесла“ за испитивање електричних појава.
Извршно веће Народне скупштине Народне Републике Србије 1959. године из састава Института „Никола Тесла“ одваја групу научника и истраживача, и оснива Институт за електронику и телекомуникације „Михајло Пупин“ и тада се први пут помиње у називу Института име нашег великог научника Михајла Пупина.
Извршно веће Скупштине Народне Републике Србије и суоснивачи: Електротехнички факултет, ЕИ Ниш и Енергопројект, издвајају 1961. године две лабораторије из Института за нуклеарне науке „Борис Кидрич“ и то: Лабораторију за аутоматику и Лабораторију за дигиталну технику, и прикључују их Институту за аутоматику и телекомуникације „Михајло Пупин“ и при томе истовремено врше његову темељну реорганизацију.
У периоду од 1961.--1998. године Институт „Михајло Пупин“ пролази организационе промене од: Организације удруженог рада до садашњег Друштвеног научноистраживачког предузећа Институт „Михајло Пупин“ 1998, који чини систем од једног матичног и седам зависних предузећа.

## Најзначајнији резултати
Од свог оснивања институт је регионални лидер, а у неким случајевима и светски лидер у примени нових технологија. Неки од најважнијих пројеката и резултата су:
- 2010:	- Турбински регулатор термо блока
- 2009:	- Пројекат наплате мостарине и видео надзор на мосту Марешал мобуту у ДР Конго - Информациони систем Министарства финансија – Пореска управа
- 2008:	- Информациони систем Министарства финансија – Управе за спречавање прања новца
- 2007:	- Информациони систем локалне пореске администрације - ОмниСајхт – дистрибутивни графички дисплеј систем
- 2006:	- Системи за интегрисано управљање техничким системима аеродрома - Рачунарско управљања радом термоелектране – DCS - Учешће у три FP7 пројеката (SARIB, PROMETEA и Web4Web) и два Interreg/CADSES пројекта (И2Е и STRiM)
- 2005:	- Систем за наплату путарине без заустављања са аутоматским препознавањем садржаја регистарских таблица - Интегрисани крипто телефон
- 2004:	- Систем за надзор и управљање термо блоком термоелектране
- 2003:	- Минијатурни скремблер за Моторолине радио-станице - Сајбер Скул - софтверско окружење за учење на даљину
- 2002:	- Алат за инвестиционо планирање и доношење одлука - ИВП – Заједничка пројектна канцеларија са Фраунхофер ФИРСТ Институтом
- 2001:	- Дигитално решење за крипто заштиту у телефонији
- 1998:	- Европска база података за генетске сорте кукуруза - Системи за аутоматско лоцирање возила
- 1996:	- Алати за обраду слике и визуелну контролу квалитета
- 1995:	- Систем за контролу кретања и прикупљање података - Обрада и анализа микроскопске слике
- 1994:	- Активна протеза код натколених ампутација
- 1993:	- Мерач концентрације шећера у меласи на бази пиезотехнологије
- 1992:	- BEST Софтверски алат за изградњу експертних система са архитектуром „школске табле“-

АТЛАС-ТИМ АТ 32 - рачунар за управљање индустријским процесима.
- 1991:	- Пулсатор за механичко тестирање уређаја

- Софтверски пакет за симулацију и развој система управљања - СИДЕЦС
- 1989:	- Програм ZEBRA за управљање саобраћајем
- 1988:	- Дата - пумпа са обрадом сигнала

- Електрохидраулички и електромагнетски корачни мотори управљани дигиталним процесором
- 32-битни микрорачунарски систем ТИМ-600.
- 1987:	- Стратегија научно технолошког развоја Србије до 2000. године
- 1986:	- Програмски пакет - НЕХОМ за прорачун телекомуникационих параметара водова високог напона
- 1985:	- Еталонски ватметар са грешком мањом од .005%

- Израда развојне стратегије Завода „Црвена Застава“ највеће фабрике аутомобила у Југославији
- 1985:	- Модем за пренос података по краткоталасном радио каналу
- 1984:	- Софтвер за математичко моделирање и управљање манипулативним и локомоторним роботима
- 1983:	- Микропроцесорски модем PP-4800 и ТИМ-001

- Електронско бројило електричне енергије
- Систем за рачунарско генерисање слике у реалном времену за симулаторе
- 1982:	- Микропроцесорски контролер лифтова - Активна ортоза руке за дистрофичаре
- 1980:	- Симулатор за обуку пилота - Вештачка шака за пацијенте који болују од дистрофије
- 1978:	- Антропоморфни индустријски робот
- 1977:	- Хиродинамичка спојница до 600 кW
- 1975:	- Електронски претварач електричних величина високе тачности
- 1973:	- Полупроводнички семафорски интегрисани систем за управљање зеленим таласом
- 1972:	- Модем ПП1200 за пренос података по телефонском каблу
- 1971:	- Активни егзоскелет за параплегичаре; Хибридни рачунарски систем
- 1970:	- Програмски пакет СФИЛЦ за пројектовање електричних филтара
- 1968:	- Уређај за симултани пренос говора и података ТГТ
- 1967:	- Транзисторски рачунар ЦЕР-22
- 1966:	- Електромагнетски мерач протока
- 1965:	- Капацитивни нивометар
- 1964:	- Рачунарски програм за оптимизацију система путем динамичког програмирања
- 1963:	- Хидродинамичка спојница - Температурно компензован кристални осцилатор (ТXЦО)
- 1962:	- Уређај за пренос сигнала по водовима високог напона
- 1961:	- Транзисторизовани телеметријски систем АТЛАС - Кристални филтер за селекцију фреквенције
- 1960:	- Први дигитални рачунар са електронским цевима ЦЕР-10
- 1958:	- Уређај за испитивање јоносфере
- 1956:	- Прва јединка кристала кварца за стабилизацију фреквенције